# Bahnitý potok (přítok Kosového potoka)
Bahnitý potok je menší vodní tok v Podčeskoleské pahorkatině, levostranný přítok Kosového potoka v okrese Cheb v Karlovarském kraji.
Délka toku měří 8 km, plocha povodí činí 21,17 km².

## Průběh toku
Potok pramení severovýchodně od Vysoké, části obce Stará Voda v okrese Cheb v nadmořské výšce 654 metrů asi 4,5 km od Česko-bavorské hranice. Směr toku si potok udržuje východní, protéká obcí Stará Voda a u jižního okraje obce Valy se vlévá zleva do Kosového potoka na jeho 34,26 říčním kilometru.